# Marini (gmina Oštra Luka)
Marini (cyr. Марини) – wieś w Bośni i Hercegowinie, w Republice Serbskiej, w gminie Oštra Luka. W 2013 roku liczyła 72 mieszkańców.